# Двор каменотёса
«Двор каменотёса», (итал. Cortile dello scalpellino, официальное название итал. Campo S. Vidal and Santa Maria della Carità) — ранняя картина итальянского художника Джованни Антонио Каналь, написанная в середине или конце 1720-х годов. Изображает неформальную сцену в Венеции с видом на двор каменщика в Кампо-Сан-Видаль и через Гранд-канал в сторону церкви Санта-Мария делла Карита. Полотно находится в Лондонской национальной галерее (Великобритания) и считается одной из лучших работ Каналетто.

## История
На полотне нет ни подписи, ни даты, поэтому картина приписана и датирована по её стилистическим особенностям. Картина сочетает в себе черты раннего и зрелого стилей Каналетто, например, при использовании двух оттенков, и является очень ранним примером использования берлинской лазури в масляной живописи. Каналетто написал «Двор каменотёса» до 1730 года, в то время как берлинская лазурь была обнаружена Иоганном Якобом Дисбахом в 1704 году. Среди других пигментов, использованных Каналетто в этой картине, были неапольский желтый, свинцовые белила и охра.
Предполагается, что картина была создана для венецианского покровителя в середине-конце 1720-х годов. В отличие от многих видов, написанных Каналетто и его коллегами-ведутистами, это место значительно изменилось с 1720-х годов. Вид на противоположный берег Гранд-канала теперь перекрыт высокой аркой деревянного моста Академии, а церковь Санта-Мария делла Карита сильно изменилась. Колокольня упала в 1744 году, разрушив дома рядом с каналом впереди, и большая часть другой каменной кладки была удалена. Неф стал Венецианской академией изящных искусств в 1800-х годах, а в церкви Санта-Мария делла Карита находится Галерея Академии. Кампо остается открытым пространством, а внутреннее здание справа сохранилось до сих пор.
Первые владельцы картины не известны. В 1808 году полотно было в коллекции одного из основателей Национальной галереи сэра Джорджа Бомонта и была одной из картин Бомонта, подаренных им Британскому музею в 1823 году для формирования зарождающейся коллекции Национальной галереи. В 1828 году картина перешла в Национальную галерею, где она находится до сих пор. В 1852 и 1955 годах полотно очищалось, а в 1989 году восстанавливалось, очищалось и перемонтировалось. Некоторые ранние ретуши и облака, которые сейчас скрыты под более поздним остеклением, возможно, были сделаны во времена Бомонта Джоном Констеблем.

## Описание

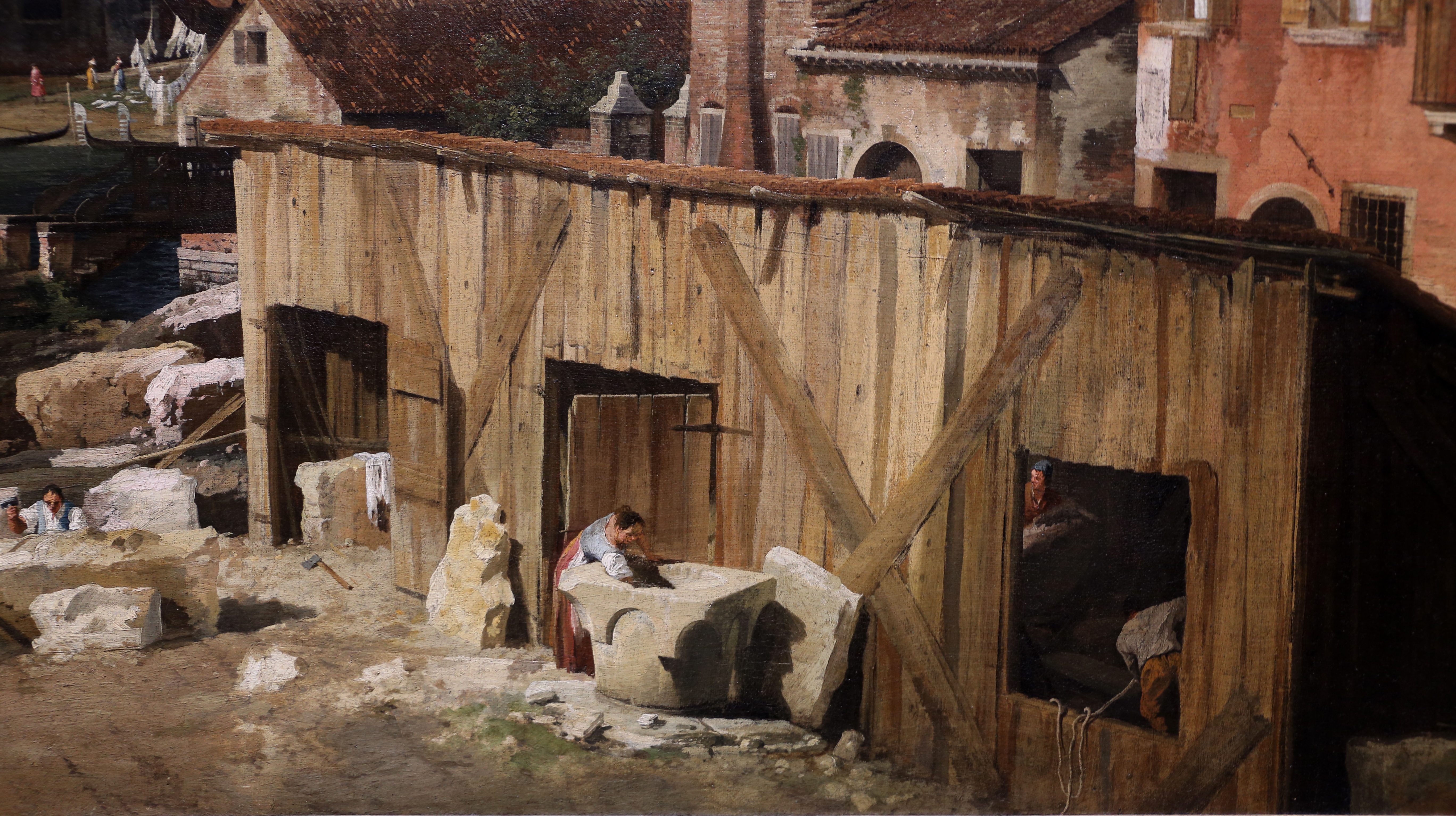
Деталь картины: работающие каменщики и женщина у колодца.

Размер картины составляет 123,8 на 162,9 см. На полотне изображена венецианская сцена с видом на юго-запад над временным двором каменотёса, расположенном рядом с Гранд-каналом, известным как Кампо-Сан-Видаль («кампо», буквально поле, используемое в Венеции для обозначения небольшого открытого пространства). Несколько каменщиков работают над формованием и резьбой по образцам, вероятно, предназначенным для реконструкции близлежащей церкви Сан-Видаль (сама церковь расположена за зрителем и поэтому не видна на картине; её палладианский фасад был отреставрирован в 1730-х годах) или, возможно, для украшения расположенных неподалёку дворцов (Палаццо Кавалли-Франкетти и Палаццо Барбаро находятся рядом, слева от зрителя). Сторона средневековой церкви Санта-Мария делла Карита, реконструированная в 1440-х годах, стоит на противоположном берегу Гранд-канала, слева от фасада Скуола-Гранде-делла-Карита; башня церкви Сан-Тровазо видна над крышами вдали.
В дополнение к архитектурным деталям, окружающим двор, в самом дворе каменотёса представлены сцены из повседневной жизни в Венеции, происходящие, вероятно, ранним утром: петух кукарекает на подоконнике слева внизу, и солнечный свет проникает слева позади зрителя. В основном бытовые здания, как правило, находятся в плохом состоянии, с типичными венецианскими горелками. Бельё свисает со многих окон, а на нескольких балконах в горшках стоят растения. Справа одна женщина на балконе прядёт кудель; другая во дворе рядом с деревянным сараем черпает воду из колодца в форме вершины колонны. Двое детей играют на переднем плане слева: один падает и непроизвольно мочится, когда женщина бросается вперед, чтобы поймать его; другая женщина смотрит вниз с балкона выше. По каналу проходит гондола с кабиной с балдахином, а другие стоят по берегам канала.
Несмотря на заметное правдоподобие, Каналетто всегда приукрашивал свои виды, корректируя, добавляя окна или целые здания, упорядочивая архитектуру, и все это для того, чтобы получить более интересный вид, с более элегантными геометрическими фигурами. Это видно, например, если посмотреть на профиль крыш на горизонте, где эффектно чередуются квадратные и треугольные формы, вплоть до отдаленных колоколен и дымоходов, вырисовывающихся на фоне затянутого облаками неба.